# Franz König

Franz König (n. 3 august 1905, Rabenstein an der Pielach, Austria Inferioară, Austro-Ungaria – d. 13 martie 2004, Viena, Austria) a fost între 1956-1985 arhiepiscop al Arhidiecezei de Viena și cardinal. A căutat apropierea între Biserica Catolică și bisericile ortodoxe din lagărul socialist. A întreprins două vizite în România, în 1965 și 1967, ocazie cu care s-a lăsat convins de patriarhul Justinian Marina să desființeze misiunile române unite din Salzburg și Viena.

## Biografie
Franz König a fost descendentul unei familii de țărani din Rabenstein, Austria Inferioară. A urmat cursurile gimnaziului Abației din Melk, după care a studiat la Viena și Roma, unde a obținut titlul de doctor în filozofie. În data de 27 octombrie 1933 a fost hirotonit preot la Roma.
În anul 1952 a fost numit de papa Pius al XII-lea episcop coadjutor de St. Pölten. În anul 1956 a fost numit de papa Pius al XII-lea arhiepiscop al Arhidiecezei de Viena, pe care a condus-o din 1956 până în 1985. 
În data de 13 februarie 1960 a suferit un grav accident rutier în drum spre Zagreb. Pe patul de spital a interpretat supraviețuirea sa drept îndemn de apropiere cu Bisericile Ortodoxe. Drept urmare a fost unul din primii promotori ai ecumenismului, în special în raport cu ortodoxia.
Din 1962 până în 1965 a luat parte la Conciliul Vatican II, fiind una din personalitățile marcante ale conciliului. König a fost considerat drept reprezentant moderat al curentului reformator. Consilierul său teologic la lucrările conciliare a fost iezuitul Karl Rahner. După moartea papei Ioan al XXIII-lea în anul 1963, cardinalul König a fost considerat papabil. În conclav a fost ales papă arhiepiscopul de Milano, Giovanni Battista Montini. Între anii 1965-1981, cardinalul König a fost președintele Consiliului Pontifical pentru Dialogul Interreligios.
Deoarece a contribuit în mod decisiv la împăcarea dintre social-democrație și Biserică în Austria, a fost numit „cardinalul roșu“. În anul 1968 i-a fost conferită cetățenia de onoare a Vienei.
Se spune că papa Ioan Paul I i-a spus lui König, după alegerea sa din august 1978: „De fapt, acum ar trebui să fii în poziția mea”. Cardinalul König însuși a confirmat, la un interviu de televiziune, că a contribuit ca în 1978 cardinalul Cracoviei, Karol Wojtyła să fie ales papă (Ioan Paul al II-lea). 